# یواس‌اس اسیپی (وی‌پی‌جی-۵۰)
یواس‌اس اسیپی (وی‌پی‌جی-۵۰) (به انگلیسی: USS Ossipee (WPG-50)) یک کشتی بود که طول آن ۱۶۵ فوت ۱۰ اینچ (۵۰٫۵۵ متر) بود. این کشتی در سال ۱۹۱۵ ساخته شد.